# Lak-Si-Denkmal

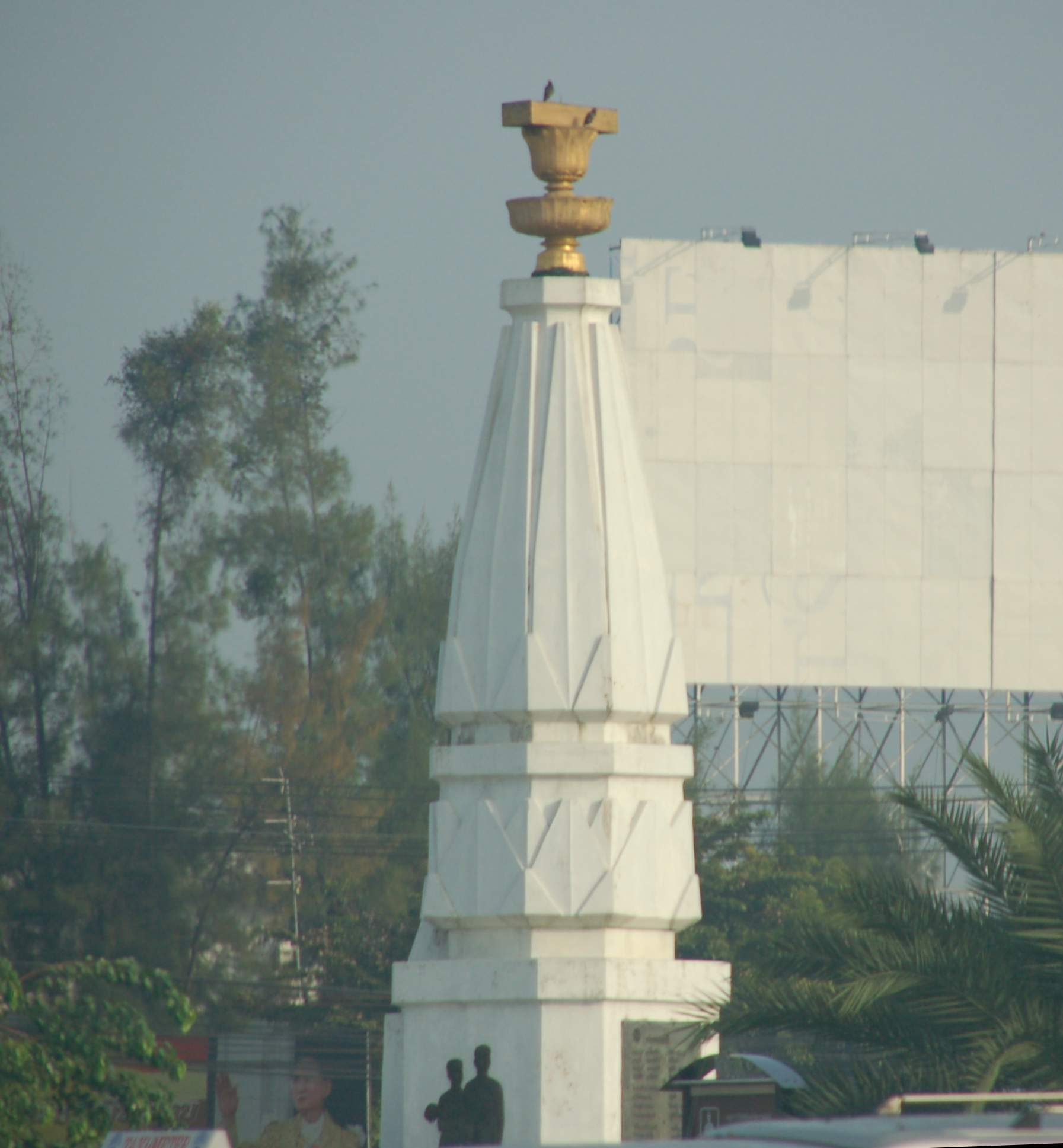
Lak Si-Denkmal

Das Lak-Si-Denkmal (Thai: อนุสาวรีย หลักสี่, Anusawari Laksi; auch' Anusawari Phithak Ratthathammanun, อนุสาวรีย์พิทักษ์รัฐธรรมนูญ, Engl.: Lak Si Monument) diente der Erinnerung an 17 gefallene Soldaten, die während der bewaffneten Gegenbewegung des Prinzen Boworadet zum Umsturz der Militärregierung von General Phraya Phahon Phonphayuhasena zwischen dem 12. und 16. Oktober 1933 in Bangkok starben.
Das Lak-Si-Denkmal stand in der Mitte der Laksi-Kreuzung (Thai: วงเวียนหลักสี่ – Wong Wian Laksi, „Laksi-Kreisverkehr“) gegenüber dem Wat Phra Sri Mahathat im Stadtteil Bang Khen in Nord-Bangkok.
Auf dem Denkmal waren die Namen der 17 Soldaten eingraviert. An der Mauer befand sich ein Bildnis einer Bauernfamilie, an der linken Seite ein Sema-Rad. Auf der Rückseite der Mauer konnte man das Gedicht Siam Anusati von König Vajiravudh (Rama VI.) sehen. Auf der Oberseite befand sich ein Replikat der thailändischen Verfassung.
Das Monument wurde am 28. Dezember 2018 entfernt und über dessen Verbleib ist nichts bekannt.